# Macédoine aux Jeux olympiques d'hiver de 2010
Cet article contient des informations sur la participation et les résultats de la Macédoine aux Jeux olympiques d'hiver de 2010 à Vancouver au Canada.

## Cérémonies d'ouverture et de clôture

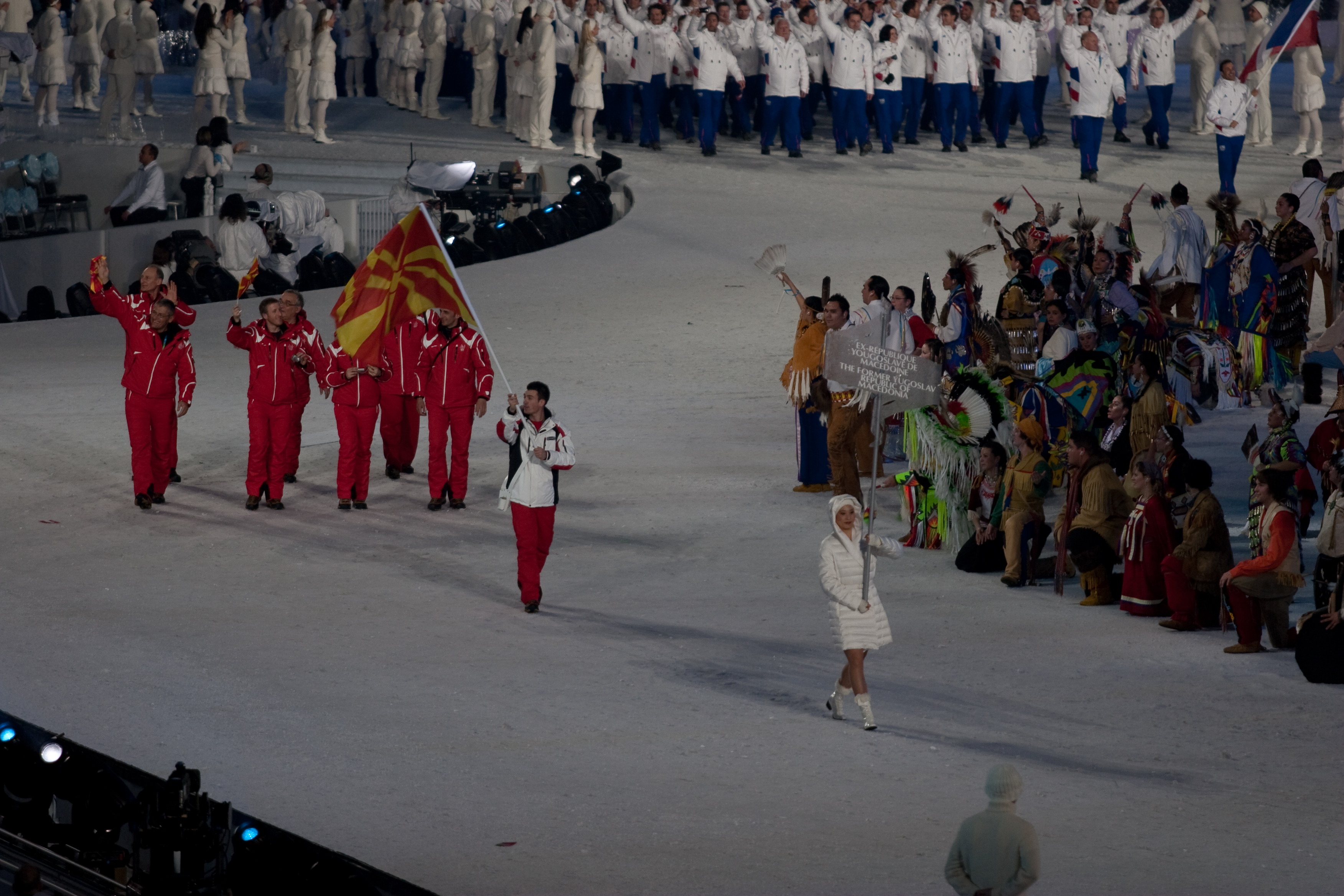
Entrée de la délégation macédonienne lors de la cérémonie d'ouverture.

Comme cela est de coutume, la Grèce, berceau des Jeux olympiques, ouvre le défilé des nations, tandis que le Canada, en tant que pays organisateur, ferme la marche. Les autres pays défilent par ordre alphabétique. La Macédoine est la 28e des 82 délégations à entrer dans le BC Place Stadium de Vancouver au cours du défilé des nations durant la cérémonie d'ouverture, après la Finlande et avant la France. Cette cérémonie est dédiée au lugeur géorgien Nodar Kumaritashvili, mort la veille après une sortie de piste durant un entraînement. Le porte-drapeau du pays est le skieur alpin Antonio Ristevski.
Lors de la cérémonie de clôture qui se déroule également au BC Place Stadium, les porte-drapeaux des différentes délégations entrent ensemble dans le stade olympique et forment un cercle autour du chaudron abritant la flamme olympique. Comme lors de la cérémonie d'ouverture, le drapeau macédonien est porté par Antonio Ristevski.

## Engagés par sport

### Ski alpin
Hommes
- Antonio Ristevski

### Ski de fond
Hommes
- Darko Damjanovski
- Gjorgji Icoski

Femmes
- Rosana Kiroska

## Diffusion des Jeux en Macédoine
Les Macédoniens peuvent suivre les épreuves olympiques en regardant la chaîne MRT1 du groupe audiovisuel public Makedonska radio-televizija (MRT), ainsi que sur le câble et le satellite sur Eurosport. Eurosport et Eurovision permettent d'assurer la couverture médiatique macédonienne sur Internet.